# Maquinari nu
En informàtica, maquinari nu (o metall nu) es refereix a un ordinador que executa instruccions directament al maquinari lògic sense la intervenció d'un sistema operatiu. Els sistemes operatius moderns van evolucionar a través de diverses etapes, des de sistemes elementals fins a sistemes complexos i altament sensibles que incorporaven molts serveis. Després del desenvolupament d'ordinadors programables (que no requerien canvis físics per executar diferents programes), però abans del desenvolupament dels sistemes operatius, les instruccions seqüencials s'executaven directament al maquinari de l'ordinador utilitzant llenguatge màquina sense cap capa de programari del sistema. Aquest enfocament s'anomena la "màquina nua" precursora dels sistemes operatius moderns. Avui en dia s'aplica sobretot a sistemes incrustats i firmware generalment amb requisits de latència crítics en el temps, mentre que els programes convencionals s'executen mitjançant un sistema d'execució superposat a un sistema operatiu.

## Avantatges
Per a una aplicació determinada, en la majoria dels casos, una implementació de metall nu s'executarà més ràpid, utilitzant menys memòria i, per tant, és més eficient energèticament. Això es deu al fet que els sistemes operatius, com qualsevol programa, necessiten una mica de temps d'execució i espai de memòria per executar-se, i ja no es necessiten en el metall nu. Per exemple, qualsevol característica de maquinari que inclogui entrades i sortides és directament accessible en metall nu, mentre que la mateixa característica que utilitza un sistema operatiu ha d'encaminar la trucada a una subrutina, consumint temps d'execució i memòria.

## Desavantatges
Per a una aplicació determinada, la programació bare-metal requereix més esforç per funcionar correctament i és més complexa perquè els serveis que ofereix el sistema operatiu i utilitzats per l'aplicació s'han de tornar a implantar en funció de les necessitats. Aquests serveis poden ser:
- Arrencada del sistema (obligatori).
- Gestió de memòria: emmagatzematge de la ubicació del codi i les dades relatives als recursos de maquinari i perifèrics (obligatori)
- Gestió d'interrupcions (si n'hi ha).
- Programació de tasques, si l'aplicació pot realitzar més d'una tasca.
- Gestió de perifèrics (si n'hi ha).
- Gestió d'errors, si es vol o necessita.[4]